# César Escriba Recuero
César Escriba Recuero (Madrid, Comunidad de Madrid, España, 26 de marzo de 2001) conocido deportivamente como César Escriba es un futbolista español que juega como centrocampista. Actualmente forma parte de la FC Penya d'Andorra de la Primera División de Andorra.

## Trayectoria deportiva
César se desarrolló en las categorías inferiores de diferentes clubes de la Comunidad de Madrid, pasando gran parte de su desarrollo en las bases del  Club Deportivo Canillas hasta llegar al primer conjunto juvenil de División de Honor Juvenil de España para en su último año formativo recalar en el combinado U19 de la Agrupación Deportiva Unión Adarve en el grupo quinto de igual categoría nacional.
A comienzos de la temporada 2020/2021 recala en primer lugar en el Deportivo Asociación de Vecinos Santa Ana para competir en el grupo séptimo de la Tercera División de España para en el mercado de invierno de ese año pasar a formar parte del Club Deportivo El Álamo en la misma categoría hasta finalizar ese curso.
En la campaña 2021/2022 ficha por un año en las filas de la Sociedad Anónima Deportiva Villaverde San Andrés para competir en el grupo siete de la Tercera Federación.
De cara a la temporada 2022/2023 firma su primer contrato profesional con el Futbol Club Penya d'Andorra para competir en la Primera División de Andorra debutando en la competición el 11 de septiembre de 2022 en la primera jornada de liga en el empate a cero contra la Unió Esportiva Sant Julià.

## Carrera deportiva

### Clubes
| Club                      | País    | Año             |
| ------------------------- | ------- | --------------- |
| AD Unión Adarve U19       | España  | 2019-2020       |
| DAV Santa Ana             | España  | 2020            |
| CD El Álamo               | España  | 2021            |
| SAD Villaverde San Andrés | España  | 2021-2022       |
| FC Penya d'Andorra        | Andorra | 2022-Actualidad |